# Donosti Gipuzkoa Basket 2001 Saskibaloi Kirol Elkartea 2011-2012
Questa voce raccoglie le informazioni riguardanti il Donosti Gipuzkoa Basket 2001 Saskibaloi Kirol Elkartea nelle competizioni ufficiali della stagione 2011-2012.

## Stagione
La stagione 2011-2012 del Donosti Gipuzkoa Basket 2001 Saskibaloi Kirol Elkartea è la 5ª nel massimo campionato spagnolo di pallacanestro, la Liga ACB.

## Roster
Aggiornato al 25 gennaio 2025.
| Lagun Aro GBC 2011-12 | Lagun Aro GBC 2011-12 |
| Giocatori             | Staff tecnico         |
| --------------------- | --------------------- |

| N. | Naz.                                        | Ruolo | Nome                 | Anno | Alt.   | Peso   |  |
| -- | ------------------------------------------- | ----- | -------------------- | ---- | ------ | ------ |  |
| 5  | Grecia (bandiera)                           | G     | Manolīs Papamakarios | 1980 | 192 cm | 102 kg |  |
| 7  | Stati Uniti (bandiera)                      | AG    | Andy Panko           | 1977 | 205 cm | 108 kg |  |
| 8  | Brasile (bandiera) · Italia (bandiera)      | P     | Raul Neto            | 1992 | 186 cm | 80 kg  |  |
| 9  | Spagna (bandiera)                           | AP    | Sergi Vidal          | 1981 | 199 cm | 89 kg  |  |
| 11 | Spagna (bandiera)                           | AP    | Lander Lasa          | 1988 | 194 cm |        |  |
| 13 | Spagna (bandiera)                           | C     | David Doblas         | 1981 | 207 cm | 120 kg |  |
| 14 | Spagna (bandiera)                           | P     | Javi Salgado         | 1980 | 180 cm | 82 kg  |  |
| 15 | Russia (bandiera)                           | AG    | Jaroslav Korolëv     | 1987 | 206 cm | 111 kg |  |
| 18 | Spagna (bandiera)                           | AC    | Julen Olaizola       | 1993 | 202 cm | 102 kg |  |
| 19 | Spagna (bandiera)                           | G     | Mikel Motos          | 1993 | 192 cm | 80 kg  |  |
| 20 | Stati Uniti (bandiera)                      | G     | Jimmy Baron          | 1986 | 191 cm | 89 kg  |  |
| 32 | Stati Uniti (bandiera) · Nigeria (bandiera) | C     | Andy Ogide           | 1987 | 205 cm | 111 kg |  |
| 33 | Nigeria (bandiera)                          | C     | Kenny Adeleke        | 1983 | 204 cm | 110 kg |  |
| 44 | Ungheria (bandiera)                         | AG    | Péter Lóránt         | 1985 | 206 cm | 108 kg |  |
| 51 | Gran Bretagna (bandiera)                    | C     | Andrew Betts         | 1977 | 217 cm | 110 kg |  |

| Allenatore                                                                            |
| - Sito Alonso                                                                         |
| Assistente/i                                                                          |
| - Jon Chacartegui - Lolo Encinas Legenda - (C) Capitano - (IN) Inattivo - Infortunato |

## Mercato

### Sessione estiva
| Acquisti | Acquisti             | Acquisti          | Acquisti   | Acquisti |
| R.a      | Nome                 | da                | Modalità   |          |
| -------- | -------------------- | ----------------- | ---------- | -------- |
| P        | Raul Neto            | Minas Tênis Clube | svincolato |          |
| G        | Manolīs Papamakarios | Panellīnios       | svincolato |          |
| GA       | Sergi Vidal          | Real Madrid       | svincolato |          |
| AG       | Jaroslav Korolëv     | Granada           | svincolato |          |
| AG       | Péter Lóránt         | Atapuerca Burgos  | svincolato |          |
| AC       | Julen Olaizola       | Real Madrid       | svincolato |          |
| C        | Kenny Adeleke        | Hacettepe Üniv.   | svincolato |          |
| C        | Andrew Betts         | Budivelnyk Kiev   | svincolato |          |

| Cessioni | Cessioni          | Cessioni          | Cessioni       | Cessioni |
| R.       | Nome              | a                 | Modalità       |          |
| -------- | ----------------- | ----------------- | -------------- | -------- |
| P        | Ricardo Úriz      | Valladolid        | fine contratto |          |
| G        | Alfonso Sánchez   | Free agent        | fine contratto |          |
| AP       | Domen Lorbek      | Scandone Avellino | fine contratto |          |
| AG       | Rolands Freimanis | S. Josep Girona   | fine contratto |          |
| C        | Mohamed Koné      | Alicante          | fine contratto |          |
| C        | Albert Miralles   | Pall. Biella      | fine contratto |          |

### Dopo l'inizio della stagione
| Acquisti | Acquisti   | Acquisti   | Acquisti         | Acquisti   |
| R.       | Nome       | da         | Data             | Modalità   |
| -------- | ---------- | ---------- | ---------------- | ---------- |
| C        | Andy Ogide | Free agent | 28 dicembre 2011 | svincolato |

| Cessioni | Cessioni      | Cessioni   | Cessioni         | Cessioni    |
| R.       | Nome          | a          | Data             | Modalità    |
| -------- | ------------- | ---------- | ---------------- | ----------- |
| C        | Kenny Adeleke | Free agent | 21 dicembre 2011 | rescissione |